# Otus hartlaubi
El autillo de Santo Tomé (Otus hartlaubi) es una especie de ave estrigiforme de la familia de los búhos (Strigidae).

## Distribución
Es endémica de Santo Tomé y Príncipe.

## Estado de conservación
Se encuentra amenazada por la pérdida de su hábitat natural.